# Polytomie
Eine Polytomie ist allgemein eine Verzweigung in mehrere gleichberechtigte Glieder.
In der Philosophie versteht man unter Polytomie eine Einteilung eines Begriffsumfangs in mehrere Glieder.
Immanuel Kant verwies in seiner Schrift „Logik“ auf den empirischen Charakter der Polytomie und lenkte die Aufmerksamkeit auf den Unterschied zwischen Polytomie und Dichotomie, also in eine Einteilung in nur zwei Glieder. Der Inhalt der Polytomie kann nach der Ansicht von Kant nicht auf dem Gebiet der Logik untersucht werden, weil dabei die Objektkenntnis fehlt. Bei der Dichotomie wird der Inhalt des einzuteilenden Begriffs nicht erforscht, man benötigt nur den Satz vom Widerspruch.

## Biologie

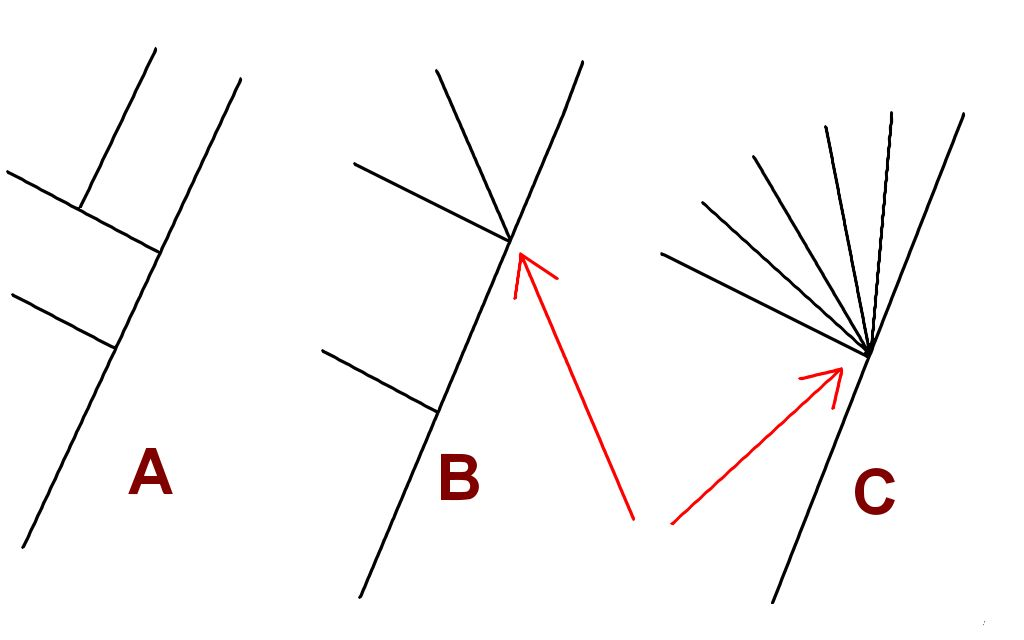
Kladogramme: B und C zeigen jeweils polytome Kladogramme

In der Biologie, genauer der Phylogenetik und Kladistik, spricht man von einer Polytomie, wenn Taxa hinsichtlich ihrer Abstammungslinie nicht konkret in einen dichotomen Stammbaum eingegliedert werden und stattdessen mehrere Linien an einem Punkt zusammengefasst werden. Ursächlich können dabei Nachfahren sein, deren Auftreten zeitlich nahe beieinander liegt. Weiterhin können Widersprüche bei der Rekonstruktion von Abstammungslinien die Erstellung einer Polytomie nötig werden lassen.